# Eubrianax dohertyi
Eubrianax dohertyi is een keversoort uit de familie keikevers (Psephenidae). De wetenschappelijke naam van de soort werd in 1915 gepubliceerd door Maurice Pic.